# Billman-Regulator AB
Billman-Regulator AB var ett världsledande svenskt företag inom styr- och reglertekniken för automatisk reglering av inomhusklimatet i bland annat bostäder, skolor, kontor, sjukhus och offentliga byggnader. 

## Historik

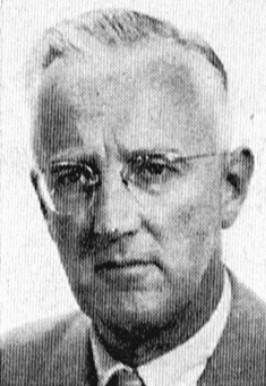
Stig Billman.

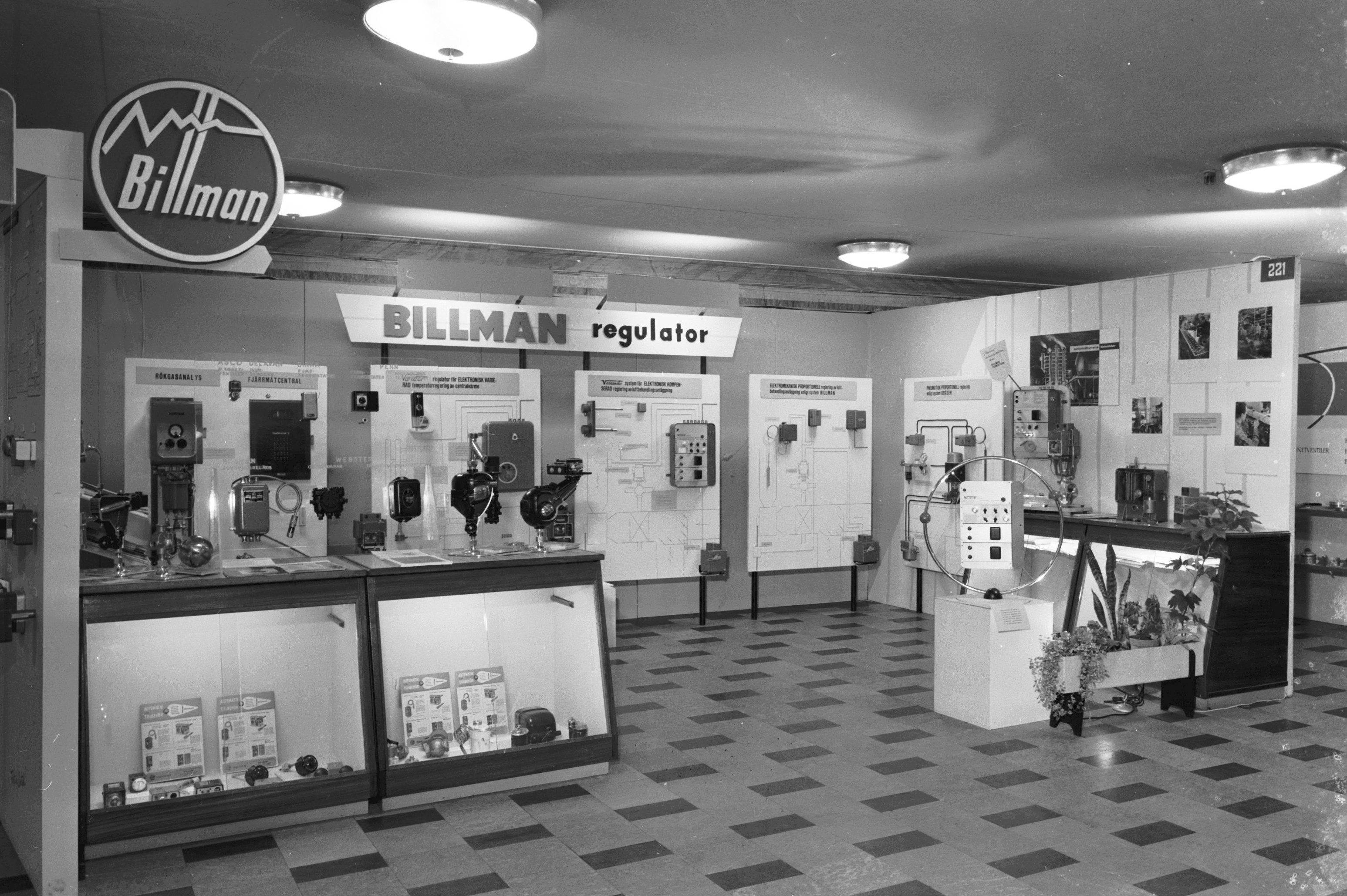
Billmans utställningsmonter.

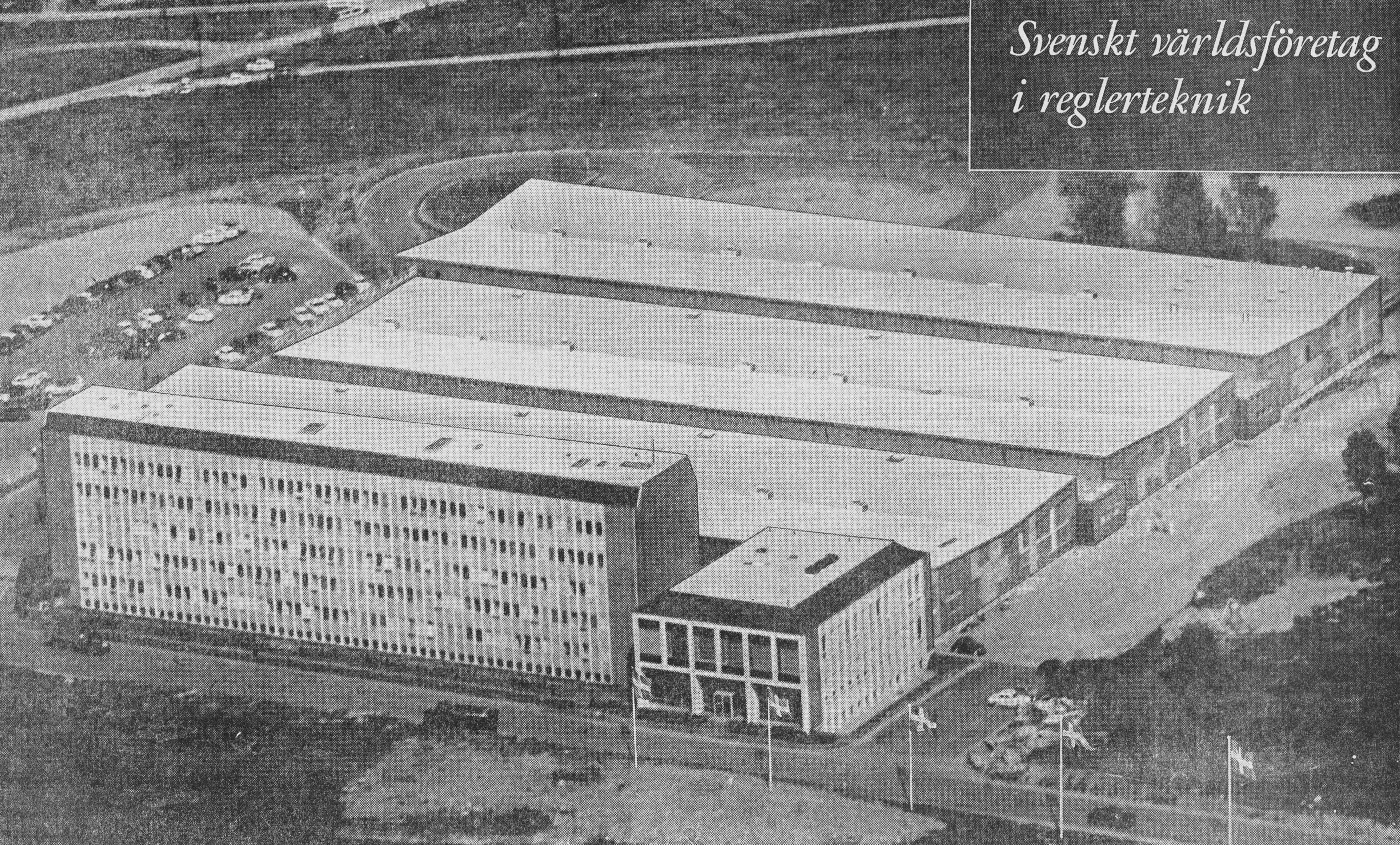
Anläggningen i Huddinge 1964.

Företaget startades 1932 under namnet Regulator & Instrument AB Billman av civilingenjör Stig K.M. Billman (1907-1984). Han växte upp i Karlstad och tog där studenten 1925. Därefter flyttade han till Stockholm. 1929 skrev han sitt examensarbete om Termisk förlopp vid temperaturregulatorer på KTH. Det gav honom examen som civilingenjör. 
År 1934 började hans företag tillverkning av olika automatisk reglerade ventiler av egen konstruktion. 1942 lanserades den första Variatorn, ett värmeregleringssystem som kom att bli en av företagets största ekonomiska framgångar. 1945 ombildades företaget till aktiebolag och namnändrades till Billman-Regulator AB. Verksamheten gick bra och utökades på 1950-talet även internationellt i bland annat Tyskland och Frankrike. 1957 var Billman-Regulator först i världen med transistorn i industriellt producerade apparater.
År 1964 invigdes företagets nya industrianläggning ritad av arkitekt Karl G.H. Karlsson och belägen på Flemingsbergs industriområde i Huddinge kommun (se Billman-Regulators fabriksanläggning). Därmed kunde verksamheten koncentreras till ett enda ställe som tidigare bedrevs på ett 15-tal adresser. Vid den tiden sysselsatte Billman-Regulator över 1 300 medarbetare och hade en fakturering på 57,4 miljoner kronor.
Billman-Regulator AB förvärvades 1970 av det schweiziska företaget Landis & Gyr som i sin tur köptes 1996 av Elektrowatt. 1998 blev verksamheten i Billman-Regulators fabrik i Huddinge en del av tyska Siemens AG BT (Buildings Technologies) som då förvärvat Electrowatts industridel. 2009 lades verksamheten i Huddinge ner. Regulatorvägen och kvarteret Regulatorn i Flemingsbergs industriområde påminner fortfarande om verksamheten.
För sina insatser inom komfortreglering av klimatet i fastigheter mottog Stig Billman 1981 Frankrikes  Nationalförtjänstorden Ordre national du Mérite av den franske presidenten Valéry Giscard d'Estaing. Billman fann sin sista vila på Västra kyrkogården i Karlstad där han gravsattes i juli 1984 i Billmans familjegrav.